# (357439) 2004 BL86
(357439) 2004 BL86은 미국 뉴멕시코주에 있는 리니어 망원경으로 2004년 1월 30일에 발견된 소행성이다. 이 소행성은 지름이 대략 325미터 일 것으로 추정되고 있다.

## 2015년 지구 접근
한국 시각으로 2015년 1월 27일 오후 1시, 지구와 1,199,600 km(지구와 달 거리의 3.1배) 떨어진 위치를 통과했다. 이는 2027년 (137108) 1999 AN10이 지구와 달 거리 정도로 접근하기 전까지는 비슷한 크기의 천체 중 가장 지구와 가깝게 통과한 천체이다.

## 같이 보기
- 근지구 천체
- 소행성 위성